# William Wolbert

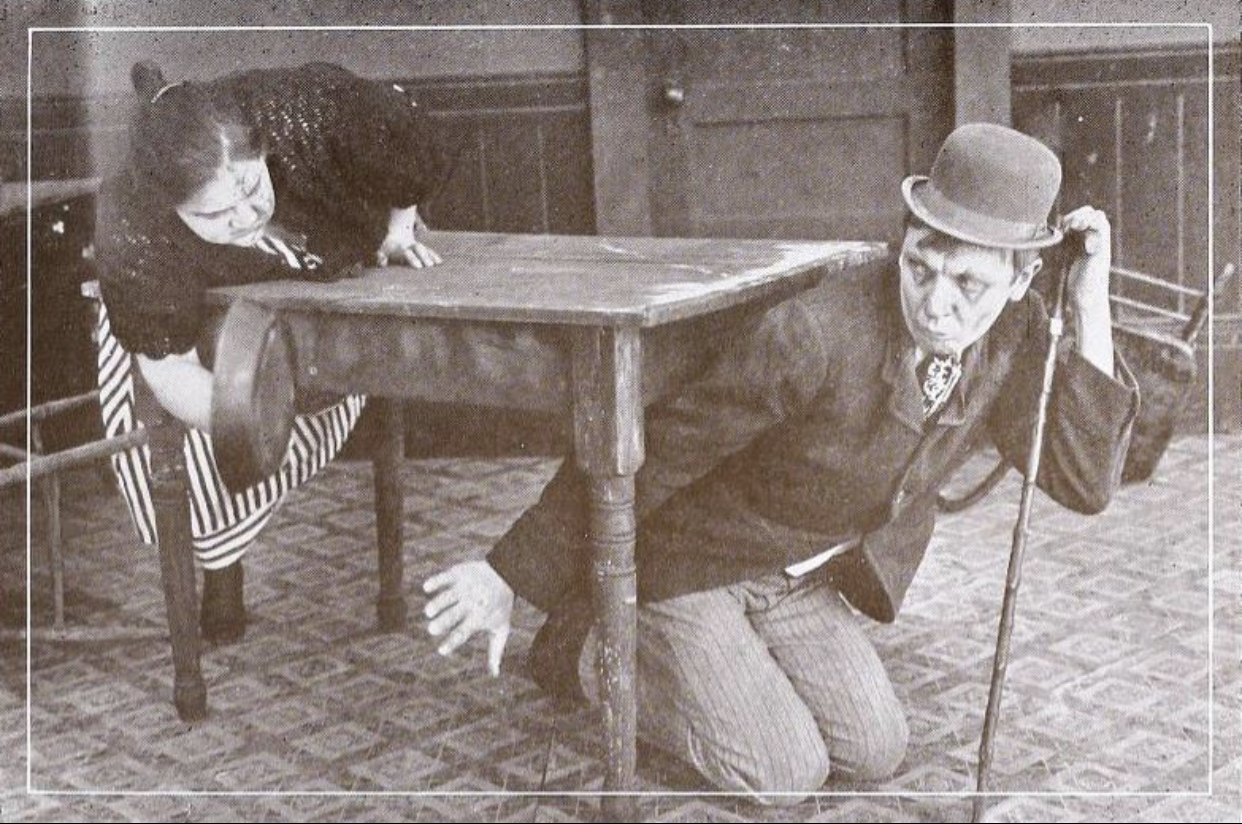
Merta Sterling and William Wolbert in Willie Whipple's Dream (1915)

William Wolbert (Petersburg, 1883 – Los Angeles, 12 dicembre 1918) è stato un regista, attore e sceneggiatore statunitense del cinema muto.

## Biografia
Il suo esordio cinematografico risale al 1913 quando apparve come attore in By Impulse, un cortometraggio della Balboa Amusement Producing Company. Nella sua breve carriera durata fino al 1918, Wolbert recitò in trentatré film, ne diresse trentasei e scrisse cinque sceneggiature. Morì il 12 dicembre 1918 a soli trentacinque anni a Los Angeles.

## Filmografia

### Regista
- You've Got to Pay - cortometraggio (1913)
- Abide with Me - cortometraggio (1914)

- Man to Man - cortometraggio (1915)
- The Tomboy - cortometraggio (1915)

- The Wanderers - cortometraggio (1916)
- Ashes - cortometraggio (1916)
- Pansy's Papas - cortometraggio (1916)
- Pep's Legacy - cortometraggio (1916)
- Billy Smoke - cortometraggio (1917)
- Money Magic (1917)
- Aladdin from Broadway (1917)
- Captain of the Gray Horse Troop (1917)
- The Magnificent Meddler (1917)
- By Right of Possession (1917)

- Cavanaugh of the Forest Rangers (1918)

### Attore
- By Impulse - cortometraggio (1913)
- You've Got to Pay, regia di William Wolbert - cortometraggio (1913)
- The Moth and the Flame - cortometraggio (1913)
- Angel Paradise, regia di Marshall Farnum - cortometraggio (1914)
- The Power of Print, regia di Charles Dudley - cortometraggio (1914)
- All on Account of Polly - cortometraggio (1914)
- Abide with Me, regia di William Wolbert - cortometraggio (1914)
- The Spider and Her Web, regia di Phillips Smalley e Lois Weber - cortometraggio
- Man to Man, regia di William Wolbert - cortometraggio (1915)